# Nomak
Nomak (ノーマーク, Nomaku) ou DJ Nomak est un artiste et producteur Japonais de Hip-hop.
Il commence sa carrière en 2005 en sortant l'album Combine mais c'est en 2006 avec les albums Wonderin' View et Fantastic View qu'il se fait connaitre.
Dans la même lignée que des artistes comme Nujabes, ses morceaux sont empreints d'une certaine mélancolie due à la prépondérance d'instruments comme la flûte, le violon, le saxophone ou bien encore des instruments de musique traditionnelle Japonaise.
Nomak fait énormément de morceaux instrumentaux, mais n'hésite pas à faire venir quelques artistes pour l'accompagner en voix sur certains de ses titres, Pismo, Aaron Phiri, Paulie Rhyme, ou bien Abstract Rude font ainsi quelques apparitions sur ses albums.

## Discographie

### Albums
- Combine (2005)
- Calm (2007)
- Muziq and Foto (2009)
- Dynamic Meditation Instrumental Limited (2010)
- Phenomenal Love (2019)

### Mixtapes
- Wonderin View (2006)
- Fantastic View (2006)
- Eternal View (2007)
- Viewmatic (2009)

### Remix
- Recalm (2008)